# Bloomfield (Missouri)
Bloomfield – miasto w Stanach Zjednoczonych, w stanie Missouri, siedziba administracyjna hrabstwa Stoddard.